# Bergfried
En Bergfried (engelsk: belfry; fransk: tour-beffroi; italiensk: torrione; spansk: torre del homenaje) er et højt tårn, som typisk findes i middelalderlige borge i tysktalende lande og i lande under tysk indflydelse.
Stephen Friar beskriver i The Sutton Companion to Castles en bergfried som et "fritstående kamp-tårn". Dets forsvarsmæssige funktion svarer til en vis grad til den, som et keep (også kaldet donjon) har i engelske eller franske borge. 
Den karakteristiske forskel mellem en bergfried og et donjon/keep er imidlertid, at en bergfried typisk ikke var designet til permanent beboelse.
Tysk borgforskere introducerede betegnelsen Bergfried eller Berchfrit sin en generel betegnelse for et hovedtårn uden beboelse i 1800-tallet, og det blev siden etableret i litteratur.

## Beskrivelse
Beboelsesområderne i en borg med en bergfried var adskilte, ofte placeret i et lavere tårn eller i en tilstødende bygning kaldet en palas (en engelsk donjon kombinerer både bolig- og forsvarsfunktioner). Derfor kunne en bergfried opføres som et højt, tyndt tårn med meget lidt indvendigt rum, få hvælvinger og få eller slet ingen vinduer.
Bergfrieden tjente som vagttårn og som tilflugtssted under belejring (i det mindste hvis belejringen var forholdsvis kort). Skellet mellem en bergfried og en donjon er dog ikke altid klart, da der blev bygget tusindvis af sådanne tårne med mange variationer. Der findes franske keeps, der kun har sparsomt indrettede boligområder, mens nogle sene bergfrieds i Tyskland var tiltænkt beboelse.
For maksimal beskyttelse kunne en bergfried placeres alene i midten af borgens indre borggård og helt adskilt fra den omkringliggende enceinte. Alternativt kunne den placeres tæt på eller direkte op ad den ydre ringmur på den mest sårbare side som en ekstra forsvarsmæssig foranstaltning – eller som et fremspring i muren. For eksempel er bergfrieden i Marksburg placeret centralt, mens Burg Katz har sit tårn vendt mod den mest sandsynlige angrebsretning. Nogle borge, som Burg Münzenber og Burg Plesse, har to bergfrieds.
Uden for Tyskland havde korsfarerborgen Montfortborgen og Khirbat Jiddin, opført af Den Tyske Orden, markante tårne som nogle forfattere har sammenlignet med bergfrieds. De argumenterer for, at disse borge i højere grad var inspireret af rhinske end af lokale korsfarertraditioner inden for fæstningsarkitektur.
Et sjældent tilfælde på et engelsk bergfried findes på Eynsford Castle i Kent, hvor en bergfried var en central del af designet.